# آبشار کوروکوما
آبشار کوروکوما (به لاتین: Kurokuma Falls) یک آبشار در ژاپن است که در اجیگاساوا، آئوموری واقع شده‌است.